# Bu Su
Bu Su (ブス?) è un film del 1987 diretto da Jun Ichikawa.
Jun Ichikawa, precedentemente attivo soprattutto nel campo pubblicitario, firma la sua prima regia di un lungometraggio, narrando una storia di disagio giovanile.

## Trama
Mugiko Morishita è una ragazza molto introversa che ha già perso il padre e, probabilmente per dissidi con la madre, si trasferisce dalla provincia a Tokyo dove, ad anno scolastico in corso, è chiamata ad inserirsi in una classe in cui convivono personalità molto diverse. Mugiko è ospitata dalla zia, che gestisce una okiya, e le dà il nome "Suzume" permettendole di studiare da geisha parallelamente alla frequentazione della scuola superiore.
Pur rimanendo molto sulle sue, la ragazza comincia timidamente a interagire con qualche compagno di classe.
Assistere sua cugina Ageha e seguire le lezioni nella scuola di geishe è piuttosto pesante ma sapere che sua madre fece lo stesso percorso, le è da stimolo. 
Qualcuno a scuola scopre questa seconda attività di Mugiko e nei suoi confronti si manifesta un misto di invidia e ammirazione, ma in ogni caso è più considerata. 
Un giorno delle ragazze prendono in giro pesantemente Sakurako, una compagna giudicata bruttina e poco curata, scatenando la reazione di Mugiko. Ne nasce una rissa in cui Tsuda, prestante ragazzo dedito al pugilato, viene aggredito da Shimizu, forse geloso di Mugiko. Tsuda resta ferito e deve rallentare la sua preparazione sportiva mentre Shimizu è sospeso.
Con l'avvicinarsi del festival scolastico la classe deve trovare un'idea per ben figurare. La rappresentante di classe non sa cosa organizzare e, nel dimettersi, propone provocatoriamente di eleggere la misteriosa Morishita. Mugiko raccoglie la pesante sfida accollandosi personalmente l'onere dello spettacolo. Aiutata da Sakurako e Shimizu, metterà in scena Yayoya Oshichi, una particolare rappresentazione di danza del teatro kabuki, già cavallo di battaglia di sua madre. 
Lo sforzo della ragazza è enorme e la zia, sempre severa, ne comprende l'impegno e l'aiuta a fondo. Alle prove generali, delle geishe assistono alla performance complimentandosi con lei che, però, nel festival sarà sola e giudicata da tutta la scuola.
Il giorno del festival, nelle manifestazioni sportive, Tsuda finisce al tappeto sotto gli occhi di Mugiko che, chiudendo lo spettacolo, dà vita ad una rappresentazione commovente, fin quando un incidente di scena la costringe ad interrompere rovinando il tutto malamente.
Profondamente delusa, è avvicinata da Tsuda, che ha assistito a tutto, e la prega di seguirla fuori dove c'è una pira pronta per essere accesa. Con rabbia e decisione Mugiko accende la pira e, insiema a Tsuda, mentre le fiamme divampano, si sente rincuorata.

## Produzione
"Bu Su" vale a dire "brutto/a" è riferito proprio alla protagonista che, nel soggetto originario partiva da una condizione di disagio principalmente dovuto alla sua apparenza per poi liberarsi da questi problemi e sbocciare. Ichikawa ha preferito spostare il senso di disagio su aspetti caratteriali e psicologici più che fisici, che comunque sullo sfondo (si pensi al personaggio di Sakurako) rimangono.
Il dramma kabuki che è al centro della rappresentazione messa in scena dalla protagonista, riguarda la vera storia di un'adolescente che, nel 1683, per potersi ricongiungere con il ragazzo amato, appiccò un incendio che le fu poi fatale. 

## Riconoscimenti
- Blue Ribbon Awards 1987
  - Miglior esordiente Masahiro Takashima
- Yokohama Film Festival 1988
  - Miglior attrice Yasuko Tomita